# Eriksminde Efterskole
Eriksminde Efterskole på Bjerager Mark ved Bovlstrup nær Odder, blev oprettet som friskole i 1865. Den nuværende beliggenhed fik den i 1906, hvor der blev oprettet efterskole. Efterskolearbejdet blev imidlertid indstillet omkring 1920. I 1956 blev efterskolen genåbnet som kostskole, hvilket den ikke havde været tidligere, og som sådan har den fungeret siden.
Per Slyngborg havde indtil 1. august 2014 været skolens forstander i 24 år, hvor han blev afløst af Søren Møllgaard Kristensen, som i sommeren 2018 afløstes af Lynge Korsgaard og fru Julie Korsgaard Andersen. 

## Eriksminde trinbræt
Ved genåbningen i 1956 blev der på Eriksmindevej oprettet et trinbræt på Hads-Ning Herreders Jernbane (Aarhus-Odder-Hov). Odder-Hov-banen blev nedlagt i 1977, men banetracéet er bevaret som en asfalteret sti mellem Eriksmindevej og Bovlstrup.
- "Oddergrisen" ved Eriksminde trinbræt 13. september 1974
- Den nuværende banesti fra Eriksmindevej til Bovlstrup